# Cercetarea pieței
Cercetarea pieței (cercetarea de piață, market research) este o ramură a marketingului care se ocupă de culegerea, centralizarea, analiza și interpretarea datelor din piață referitoare la clienți, produse sau servicii.

## Istoric
Cercetarea pieței s-a conturat ca domeniu in prima parte a secolului XX. Premisele dezvoltării ei au fost atât de natură tehnica (avansul produs in statistica matematică si teoria probabilitatilor, management și marketing, psihologie si sociologie) cât si elemente de context economic (creșterea producției de masă, dezvoltarea canalelor de comunicare, progresele din domeniul reclamei și brand). Cercetarea pieței este înrudită ca abordare cu cercetarea socială, de asemenea dezvoltată intens la nivel empiric la jumatatea secolului trecut.
Ulterior celui de-al doilea război mondial, capacitățile tehnice în ceea ce privește puterea de procesare a datelor a crescut exponential. Astfel au fost posibile dezvoltări majore ale metodelor legate de interpretarea datelor prin utilizarea cunostințelor matematice în procesele de cercetare. Utilizarea calculatoarelor și a softurilor de analiză a dus la o răspândire pe scară largă a cercetării de piață în rândul organizațiilor.

## Metode și tehnici de cercetare
Specialiștii din cercetarea de piață au la îndemână un panel impresionant de metode si tehnici pe care le pot utiliza in culegerea si interpretarea datelor. O primă dihotomie frecvent întâlnită este gruparea cercetărilor in cantitative și calitative.
Cercetarea cantitativă implică utilizarea numerelor, a statisticilor. In general, se bazează pe culegerea si prelucrarea datelor din populații mari (de oameni, produse, firme, etc). Rezultatul cercetării se exprimă in formă de indicatori (medii, procente, cuartile, etc), grafice și tabele. Se folosesc frecvent principii ale statisticii inferențiale, deoarece se lucrează cu eșantione și se produc estimări. Întrebările la care se raspunde în mod tipic prin cercetări cantitative sunt: Ce? Cât? Care? Se estimează structuri de piață, indicatori de creștere, volume. Este fundamentală în luarea deciziilor
Cercetarea calitativă implica mai mult nuanțele, creează legaturi cu zone mai puțin tangibile. Se bazează cu precădere pe cunoștinte provenind din sociologie și psihologie. Rolul ei este puternic interpretativ, încercând sa ajute la întrebări precum: Cum? În ce fel? De ce? Rezultatele sunt rapoarte descriptive, deseori însoțite de citate ale clienților (verbatimuri), imagini, fotografii. Este mai puțin utilizată ca suport al unor decizii radicale dar ajuta foarte mult în înțelegerea fenomenelor de piață.
Majoritatea specialiștilor susțin că cele două abordări se completează reciproc. O cercetare care îmbina ambele perspective poate fi de mare ajutor în înțelegerea unui fenomen de piață.

Metodele cantitative cel mai frecvent întalnite sunt sondajele statistice si anchetele de opinie. Pentru a derula cu rigurozitate un sondaj, trebuie îndeplinite anumite criterii care sa facă posibila utilizarea statisticii matematice. În măsura în care aceste criterii nu sunt respectate, posibilitatea estimărilor este redusă.
Metodele calitative cel mai frecvent întâlnite sunt discuțiile de grup (focus grupurile) si interviurile în profunzime (in depth interviews).
Pe ambele direcții există mult mai multe opțiuni, fiind la latitudinea cercetătorului alegerea metodei optime pentru atingerea anumitor obiective. 
În ultimii ani, exista o varietate de abordari care fac dificilă chiar separarea metodelor în cantiative și calitative. Pe de o parte este o flexibilitate și o inovare continuă in metodologie. Pe de alta parte, mediul este în schimbare și apar noi oportunitați, sau noi realități, care nu existau în urma cu câțiva ani (spre exemplu, mediul online in context web2.0)

## Domenii de cercetare
De-a lungul anilor, s-au conturat anumite domenii în care cercetarea pieței a proliferat și s-a produs o oarecare specializare. Astfel de arii specifice de cercetare sunt;
- Brand si comunicare
- Structuri, cote de piata
- Prognoze
- Satifactia clienților, loialitate
- Testare de produs sau concept
- Segmentarea pieței
- Cercetari de birou, analize sectoriale
- Responsabilitate socială
- Studii de preț
- Cercetări pe canalele de distribuție (mystery shopping)
- Retail audit

Cercetarea pieței este utilizată în cele mai variate arii ale vieții economice. Printre exemplele relevante se enumeră; piețele bunurilor de consum (FMCG), a bunurilor de folosință îndelungată (inclusiv piața auto), servicii (telecom, banci, asigurări), organizații non-profit. 

## Utilitatea cercetarilor de piața
Cercetarea pieței a crescut si s-a dezvoltat nu doar ca aparat teoretic, ea s-a validat practic în economiile pe piață, semn puternic al utilității ei. Printre utilizările cercetarii pietei se pot enumera:
-Evaluarea pozitiei firmei in piață (cota de piață, nivel de atractivitate a ofertei, grad de cunoașetere a marcii, etc)
-Susținerea unor decizii strategice (pozitionare, lansarea sau consolidarea unor canale de distribuție, dezvoltarea unei noi linii de produse, schimbarea identității de marcă, etc)
-Deciziile de lansare a unor produse, servicii sau campanii. Ajustarea acestora pentru cresterea impactului in cadrul pieței țintă.
-Dezvoltarea unor programe adresate clientilor (programe de fidelizare, de creștere a consumului, de sensibilizare pe anumite teme, de informare, etc)
-Oprirea la timp a unor proiecte care nu sunt bine primite de piață și care ar putea genera pierderi.

## Furnizorii de servicii de cercetare a pieței
Cercetarile pot fi efectuate atât de catre firma care are nevoie de informații cât și prin apelarea la o companie specializată. Având in vedere complexitatea proceselor și multiplele riscuri pe care o abordare în necunoștință de cauză le pot provoca, cele mai multe firme prefera sa lucreze cu resurse externe. Sunt contractate agenții specializate de cercetare sau consultanți din domeniu, care se ocupa de intreg procesul sau doar de anumite module.